# Heròdot (metge)
Heròdot (en llatí Herodotus, en grec antic Ἡρόδοτος) fou un metge grec, esmentat per Galè (De Probis et Pravis Alimentornum Succis c. 4. vol. vi. p. 775; Medendi Methodus. vii. 6. vol. x. p. 474) juntament amb Eurifó com un dels metges que recomanava la llet humana en casos de debilitat extrema. Probablement era un contemporani d'Eurifó i va viure al segle v aC.
Se sap que hi havia amb el nom d'Heròdot un breu glossari de paraules jòniques que es relaciona amb el Corpus hipocràtic. Alguns autors pensen que en realitat no era un glossari de les paraules utilitzades per Hipòcrates, sinó les utilitzades per l'historiador i geògraf Heròdot, i d'aquí la confusió. Alguns autors han atribuït a aquest metge l'obra Definitiones Medicae que es dubta si era de Galè, però no hi ha proves suficients.